# منفلوط
منفلوط نام شهر و شهرستانی در استان اسیوط مصر است. 